# Boston Manor (Band)
Boston Manor ist eine englische Rockband aus Blackpool.

## Geschichte

### Be NothingundWelcome to the Neighbourhood(2013 bis 2019)
Die Band wurde im März 2013 gegründet, nachdem sich die bisherigen Bands der fünf Musiker auflösten. Der Bandname stammt von einem Lied auf einem Demo, welches Sänger Henry Cox von einem Freund zugeschickt bekam. Am 27. Juli 2013 debütierte die Band mit ihrer EP Here / Now. Ein Jahr später folgte eine Split-EP mit der Band Throwing Stuff, bevor Boston Manor von Failure by Design Records unter Vertrag genommen wurde. An 13. Oktober folgte die zweite EP Driftwood, bevor Boston Manor mit Moose Blood auf eine Tournee durch das Vereinigte Königreich gingen. Im Jahre 2015 wurden Boston Manor von Pure Noise Records unter Vertrag genommen und veröffentlichten am 20. November 2015 die EP Saudade. Am 30. September 2016 veröffentlichte die Band schließlich ihr von Neil Kennedy produzierte Debütalbum Be Nothing. Es folgte eine Europatour mit Can’t Swim und Wallflower.
Ein Jahr später spielten Boston Manor auf dem Slam Dunk Festival in England und dem Groezrock in Belgien und nahmen in den Vereinigten Staaten an der Warped Tour 2017 teil. Für die Kompilation Punk Goes Pop Vol. 7 nahm die Band eine Coverversion des Liedes Heathens von der Band Twenty One Pilots auf. Im Sommer 2018 spielten Boston Manor auf dem Download-Festival und dem Graspop Metal Meeting, bevor am 7. September 2018 das zweite Studioalbum Welcome to the Neighbourhood erschien. Mit dem Album erreichten Boston Manor ihre erste Chartplatzierung mit Platz 80 der britischen Albumcharts. Bei den Kerrang! Awards 2018 wurden Boston Manor in der Kategorie Best British Breakthrough nominiert, der Preis ging jedoch an die Band Dream State. Anfang 2019 tourten Boston Manor im Vorprogramm von Good Charlotte durch Europa, bevor die Band im Frühjahr 2019 als Vorgruppe von A Day to Remember durch Nordamerika tourte. Welcome to the Neighbourhood wurde bei den Heavy Music Awards in der Kategorie Best Album Artwork nominiert, der Preis ging jedoch an die Band Ghost.

### GlueundDatura(2020 bis 2023)
Im Sommer 2019 folgten Auftritte bei den Reading and Leeds Festivals und dem Y Not Festival in England sowie den US-amerikanischen Festivals Welcome to Rockville und Sonic Temple Art & Music Festival. Am 19. August 2019 veröffentlichte die Band die Akustik-EP England’s Dreaming, bevor Boston Manor am Ende des Jahres ihre erste Headliner-Tournee in Nordamerika spielten. Am 1. Mai 2020 erschien das dritte Studioalbum Glue, welches Platz 97 der britischen Albumcharts und Platz eins der UK Rock & Metal Album Charts erreichte. Im Juli 2021 wurde die Band von SharpTone Records unter Vertrag genommen und veröffentlichte am 29. Oktober 2021 die EP Desperate Times, Desperate Pleasures. Gleichzeitig spielten Boston Manor eine US-Tournee mit Neck Deep.
Im Sommer 2022 spielten Boston Manor auf den Festivals Rock am Ring, Rock im Park, Nova Rock und dem Download-Festival. Am 14. Oktober 2022 veröffentlichte die Band ihr viertes Album Datura an, welches von Larry Hibbitt produziert wurde. Der Albumveröffentlichung folgt eine Europatournee im Vorprogramm von Alexisonfire. Im März 2023 spielte die Band eine Co-Headlinertournee durch Australien mit der Band Movements. Es folgten einige Konzerte in Deutschland mit der Vorgruppe Shoreline, Auftritte beim Slam Dunk Festival, Louder Than Life und dem Aftershock Festival.

### Sundiver(seit 2024)
Zwischenzeitlich nahmen Boston Manor ihr fünftes Studioalbum Sundiver auf, welches am 6. September 2024 erschien. Das Album wurde erneut von Larry Hibbitt produziert. Bei dem Lied DC Mini ist Debbie Gough von der Band Heriot als Gastsängerin zu hören. Im Sommer 2024 spielte die Band auf dem Hurricane Festival, dem Southside, dem Full Force und dem Vainstream Rockfest. Für den September 2024 kündigte die Band eine UK-Tour mit der Vorgruppe Trophy Eyes an.

## Stil
Rob Wacey von Allmusic beschrieb Boston Manor als Punk-, Post-Hardcore- und Grunge-Band, die für ihre Pop-geladenen und Emo-gefärbten Gesangsharmonien sowie für ihre helle, übersteuerte Gitarrenarbeit ähnlich von allgemein bekannten Pop-Punk-Bands wie Blink-182 oder Bowling for Soup bekannt ist. Emma Wilkes vom britischen Magazin Kerrang! empfahl die EP Desperate Times, Desperate Pleasures Fans der Bands Trash Boat, Trophy Eyes und Holding Absence. Jonathan Schütz vom deutschen Magazin Visions beschrieb die Musik des Albums Datura als „hymnischen Alternative Rock“ und bescheinigte der Band, ein „gutes Gespür für einprägsame Hooks zu haben“. Schütz verglich Boston Manor mit Bands wie Don Broco, Nothing but Thieves und You Me at Six. Seine Kollegin Nicole Drilling beschrieb die Musik auf Sundiver als bestmögliche Mischung aus den frühen Citizen-Alben und den Deftones.
Das US-amerikanische Onlinemagazin Loudwire führte Boston Manor im April 2019 auf einer Liste der 16 Bands, die derzeit im Vereinigten Königreich Rockmusik definieren. Das britische Onlinemagazin Kerrang! bezeichnete Boston Manor als „Stimme einer neuen Generation“.

## Diskografie

### Studioalben
| Jahr | Titel Musiklabel                                | Höchstplatzierung, Gesamtwochen, AuszeichnungChartsChartplatzierungen (Jahr, Titel, Musiklabel, Platzierungen, Wochen, Auszeichnungen, Anmerkungen) | Anmerkungen                              |
| Jahr | Titel Musiklabel                                | UK | Anmerkungen                              |
| ---- | ----------------------------------------------- | --- | ---------------------------------------- |
| 2016 | Be Nothing Pure Noise Records                   | — | Erstveröffentlichung: 30. September 2016 |
| 2018 | Welcome to the Neighbourhood Pure Noise Records | UK80 (1 Wo.)UK | Erstveröffentlichung: 7. September 2018  |
| 2020 | Glue Pure Noise Records                         | UK97 (1 Wo.)UK | Erstveröffentlichung: 1. Mai 2020        |
| 2022 | Datura SharpTone Records                        | — | Erstveröffentlichung: 14. Oktober 2022   |
| 2024 | Sundiver SharpTone Records                      | UK97 (1 Wo.)UK | Erstveröffentlichung: 6. September 2024  |

### EPs
- 2013: Here / Now (Never Mend Records)
- 2014: Boston Manor / Throwing Stuff (Split mit Throwing Stuff; Aaaah!! Real Records)
- 2014: Driftwood (Failure by Design Records)
- 2015: Saudade (Pure Noise Records)
- 2019: England’s Dreaming (Pure Noise Records)
- 2021: Desperate Times, Desperate Pleasures (SharpTone Records)

## Musikpreise
| Jahr | Kategorie                 | für          | Resultat  |
| ---- | ------------------------- | ------------ | --------- |
| 2018 | Best British Breakthrough | Boston Manor | Nominiert |

| Jahr | Kategorie           | für                          | Resultat   |
| ---- | ------------------- | ---------------------------- | ---------- |
| 2019 | Best Album Artwork  | Welcome to the Neighbourhood | Nominiert  |
| 2025 | Best UK Live Artist | Boston Manor                 | Ausstehend |